# Greatest Generation
Greatest Generation (také G.I. Generation a WWII Generation) je označení demografické kohorty, která následuje po ztracené generaci. Demografové William Strauss a Neil Howe ve své práci Strauss–Howe generational theory ohraničili jejich narození mezi roky 1901-1924. Nezisková organizace pro demografický výzkum, výzkum veřejného mínění a analýzy, Pew Research Center, ohraničuje ročníky této generace mezi roky 1901 až 1927. Iniciály "GI" pocházejí z americké vojenské terminologie a naznačují, že tato generace byla určena pro "Government Issue", "pro potřeby vlád". Tato kohorta je také označována jako "generace druhé světové války".